# Jared Spurgeon
Jared Spurgeon (* 29. November 1989 in Edmonton, Alberta) ist ein kanadischer Eishockeyspieler, der seit 2010 bei den Minnesota Wild in der National Hockey League unter Vertrag steht. Das Team führt er seit der Saison 2020/21 als Mannschaftskapitän an. Sein älterer Bruder Tyler ist ebenfalls professioneller Eishockeyspieler.

## Karriere
Jared Spurgeon begann seine Karriere als Eishockeyspieler bei den Spokane Chiefs, für die er von 2005 bis 2010 in der kanadischen Juniorenliga Western Hockey League aktiv war. Mit seiner Mannschaft gewann er in der Saison 2007/08 zunächst den Ed Chynoweth Cup, den Meistertitel der WHL, sowie anschließend den Memorial Cup. Daraufhin wurde er im NHL Entry Draft 2008 in der sechsten Runde als insgesamt 156. Spieler von den New York Islanders ausgewählt, für die er allerdings nie spielte. Stattdessen unterschrieb der Verteidiger im September 2010 einen Vertrag als Free Agent bei den Minnesota Wild. In der Saison 2010/11 gab er sein Debüt für die Minnesota Wild in der National Hockey League. In seinem Rookiejahr erzielte er in 53 Spielen vier Tore und acht Vorlagen. Parallel spielte er für deren Farmteam Houston Aeros in der American Hockey League. Mit den Aeros scheiterte er erst im Finale um den Calder Cup an den Binghamton Senators. In der Saison 2011/12 war der Kanadier erstmals ausschließlich für die Minnesota Wild in der NHL aktiv und etablierte sich in der Folge in deren Aufgebot.
Für die Dauer des NHL-Lockouts in der Saison 2012/13 wurde der Verteidiger im September 2012 vom Schweizer Club SCL Tigers verpflichtet. In der Saison 2018/19 verzeichnete Spurgeon mit 43 Scorerpunkten seine bisher beste persönliche Statistik und unterzeichnete anschließend im September 2019 einen neuen Siebenjahresvertrag in Minnesota, der ihm mit Beginn der Spielzeit 2020/21 ein durchschnittliches Jahresgehalt von ca. 7,5 Millionen US-Dollar einbringen soll. Zudem wurde der Verteidiger im Januar 2021 zum Nachfolger von Mikko Koivu als Mannschaftskapitän der Wild ernannt.

### International
Bei der Weltmeisterschaft 2025 gehörte Spurgeon erstmals zum Kader der kanadischen Nationalmannschaft. Die Mannschaft schied im Viertelfinale aus und belegte den fünften Platz. In acht Einsätzen bereitete er zwei Tore vor.

## Erfolge und Auszeichnungen
- 2008 Ed-Chynoweth-Cup-Gewinn mit den Spokane Chiefs
- 2008 Memorial-Cup-Gewinn mit den Spokane Chiefs

## Karrierestatistik
Stand: Ende der Saison 2024/25

### International
Vertrat Kanada bei:
- Weltmeisterschaft 2025

(Legende zur Spielerstatistik: Sp oder GP = absolvierte Spiele; T oder G = erzielte Tore; V oder A = erzielte Assists; Pkt oder Pts = erzielte Scorerpunkte; SM oder PIM = erhaltene Strafminuten; +/− = Plus/Minus-Bilanz; PP = erzielte Überzahltore; SH = erzielte Unterzahltore; GW = erzielte Siegtore; 1 Play-downs/Relegation; Kursiv: Statistik nicht vollständig)